# Jouni Inkala
Jouni Mikael Inkala (* 15. dubna 1966, Kemi) je finský básník.
K nynějšímu datu[kdy?] vydal již 10 básnických sbírek, z nichž mezi ty nejnovější patří Kesto avoin (Doba bez hranic, 2013) a Kemosynteesi (Chemosyntéza, 2011). Ve sbírce Kirjoittamaton (Nepsaný) můžeme v jeho básních narazit mimo jiné na Antona Pavloviče Čechova, Josifa Brodského nebo Ludwiga Wittgensteina – Inkala je vyobrazuje jako napůl fiktivní postavy, které jsou často středem nečekaných zvratů a zdrojem sarkastických poznámek.
Inkalova první sbírka Tässä sen reuna (Zde jeho kraj) získala cenu J. H. Erkkoa v roce 1992. Po vydání své první sbírky Inkala několikrát ostře změnil své hlavní postoje a stanoviska, čehož mohli být čtenáři svědky například u jeho "poetické gramatiky". Výrazně ho také oslovila tematika křesťanského mysticismu a přírodní meditace. Inkalovy básně jsou typické pro svou barevnou obraznost bez technických omezení. Syntaktická pružnost v kombinaci s hlubokými myšlenkami a konkrétními výrazy dodává jeho poezii rovnováhu.
Názvy jeho sbírek Huonetta ja sukua (Rod a rodina, 1994) a Pyhien seura (Společnost svatých, 1996) odkazují na Bibli a náboženskou tradici, ale obsahově se od jeho první sbírky příliš neliší. Především pro Společnost svatých jsou pak typické dlouhé otevřené i uzavřené věty, v nichž jazyk popírá význam a stává se tak předmětem básně. Ve sbírce Sille joka jää (Tomu, který zůstává, 1998) pak tvoří Biblické události a náboženské motivy jakousi strukturu, na kterou může poté báseň odkazovat. Styl i myšlenka v těchto básních ale zůstávají stále stejné. Je zde popisováno několik vnějších událostí a prostřednictvím vnitřních i vnějších pohledů je zde úspěšně vytvořena iluze zastaveného času, která povoluje jazyku i myšlenkám ubírat se svou vlastní cestou.
Ve sbírce Autiomaaretki (Cesta pustinou, 2000) jsou přechodné části rapidnější než v minulosti. Oproštění od nadbytečné výřečnosti básním zřetelně přináší více interpretačních možností. Básně, které se odehrávají v obchodě s hudebními nástroji, v muzeu Vikingů, během zimního večera a v norském Finnmarku se atmosférou vrací k Inkalově prvotní tvorbě a stylisticky se zase podobají tradičnímu finskému modernismu. Mnoho autorů ve své tvorbě řeší téma "jinakosti", avšak Inkala ve svých básních prokazuje, že lidé vždy byli součástí většího a záměrného řádu a měli by za to být vděčni a radovat se.
Inkala ve své tvorbě dokáže skvěle pracovat s přesností významů a se vzájemnými souvislostmi. Jeho básně byly přeloženy do desítek jazyků a vydávány v mnoha literárních souborech i časopisech. Inkala vydal roku 1995 sbírku překladů pod názvem Aus dem Hause und dem Geschlechte (z finštiny do němčiny přeloženo Stefanem Mosterem). Studoval filosofii, historii myšlení a literární komparatistiku na univerzitách v Oulu a v Helsinkách  (Helsinská univerzita: licenciát filozofie, 1991). Později pracoval jako redaktor a na Helsinské univerzitě přednášel literární komparatistiku v letech 1991–1994. Univerzitu poté Jouni Inkala opustil pro svoji kariéru básníka.

## Seznam Inkalových básnických sbírek
- Tässä sen reuna (Zde jeho kraj) (WSOY, 1992)
- Huonetta ja sukua (Rod a rodina) (WSOY, 1994)
- Pyhien seura (Společnost svatých) (WSOY, 1996)
- Sille joka jää (Tomu, který zůstává) (WSOY, 1998)
- Autiomaaretki (Cesta pustinou) (WSOY, 2000)
- Kirjoittamaton (Nepsaný) (WSOY, 2002)
- Sarveisaikoja (Časy rohoviny) (WSOY, 2005)
- Minkä tietäminen on ihmiselle välttämätöntä (Jaké vědění je pro člověka nezbytné) (WSOY, 2008)
- Kemosynteesi (Chemosyntéza) (Siltala, 2011)
- Kesto avoin (Doba bez hranic) (Siltala, 2013)